# Behind the Times
Behind the Times — мини-альбом калифорнийской альтернативной рок-группы AFI, выпущенный 11 июня 1993 года на лейбле Key Lime Pie Records. Релиз был переиздан в феврале/марте 1994 года.

## Об альбоме
Не считая тестовых копий альбома, всего существует 2 издания: 400 экземпляров на полупрозрачном чёрном виниле в первом и 100 на непрозрачном чёрном виниле во втором. Некоторые экземпляры из первых изданий имели другое отверстие и лист с благодарностями, которых не было в основном тираже.
В настоящее время данный EP продаётся на eBay по ценам свыше $200.

## Список композиций
| №  | Название                       | Длительность |
| -- | ------------------------------ | ------------ |
| 1. | «Who Said You Could Touch Me?» | 1:28         |
| 2. | «Rolling Balls»                | 2:28         |
| 3. | «Highschool Football Hero»     | 1:38         |

| №  | Название                 | Длительность |
| -- | ------------------------ | ------------ |
| 1. | «Rizzo In The Box»       | 2:01         |
| 2. | «Cereal Wars»            | 1:28         |
| 3. | «Born In The U.S. of A.» | 1:43         |

Треки 1 и 2 были позже перезаписаны и стали бонус-треками для альбома Very Proud of Ya на виниле, а также появились в компиляции AFI. Треки 3, 4 и 5 были также перезаписаны для первого лонгплея AFI Answer That and Stay Fashionable. Трек 6, «Born in the US of A», больше никогда нигде не появлялся.